# Piero Oberto
Piero Oberto (1924 – 31 dicembre 2000) è stato un politico italiano, sindaco di Caltanissetta dal 1967 al 1972.